# Parafia Świętych Apostołów Piotra i Pawła w Siemiatyczach
Parafia Świętych Apostołów Piotra i Pawła – parafia prawosławna w Siemiatyczach, w dekanacie Siemiatycze diecezji warszawsko-bielskiej.
Na terenie parafii funkcjonują 2 cerkwie i 1 kaplica:
- cerkiew Świętych Apostołów Piotra i Pawła w Siemiatyczach – parafialna
- cerkiew św. Marii Magdaleny w Słochach Annopolskich – filialna
- kaplica domowa – baptysterium św. Męczennika Młodzieńca Gabriela w Siemiatyczach

## Historia

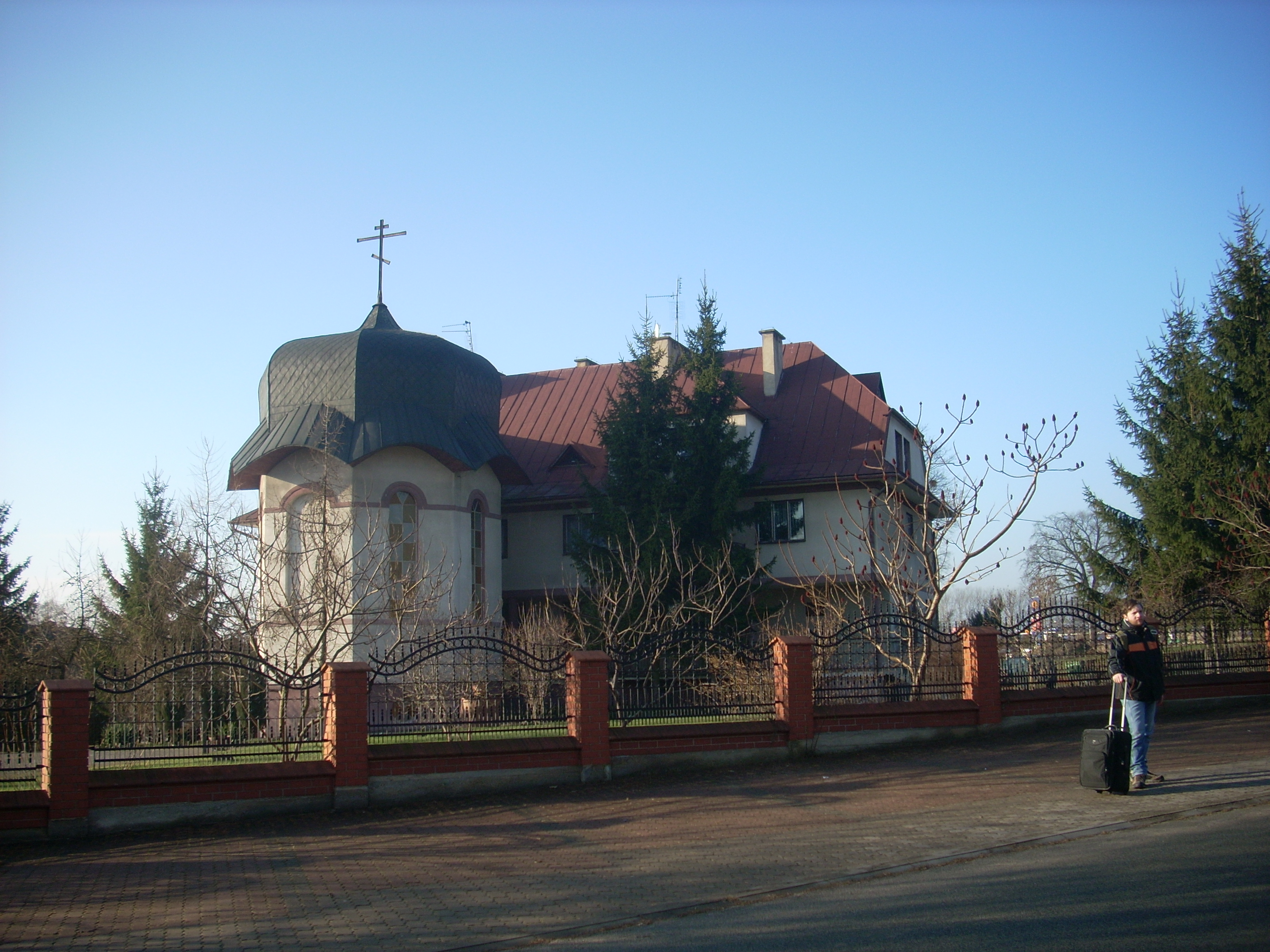
Plebania z kaplicą-baptysterium św. Męczennika Gabriela Zabłudowskiego

Pierwsza pisemna wzmianka o istnieniu cerkwi w Siemiatyczach pochodzi z XV wieku. Według najstarszych źródeł, świątynię ufundował w 1431 Aleksy Kmita Sudymontowicz. Dokument ten został jednak uznany za falsyfikat z okresu sporu parafii z właścicielką Siemiatycz Anną Jabłonowską z przełomu XVII i XVIII w. (wątpliwość budzi tytulatura Aleksego Sudymontowicza i umieszczanie ówczesnych Siemiatycz w ziemi drohickiej, a nie w mielnickiej). W 1456 syn fundatora, Michał, wyremontował cerkiew i przekazał wspólnocie
prawosławnej grunty orne i łąki w uroczysku Gryczówki. Prawa siemiatyckiej cerkwi do tych dóbr zostały potwierdzone w 1513 przez córkę Michała Sudymontowicza, Aleksandrę Tęczyńską.
W dokumencie erekcyjnym cerkwi z 1431 można przeczytać: „...cerkow w Siemiaticzach na gore nad rekoju Muchowcem meżdu dorogami Czetygowskuju i Cechanowieckoju sediba sweszczennika nad tojuż reczkoju Muchawiec to dorogi Cechanoweckoj i ze sadibami dwoma i morgami szestoma na gorode i zabudowano na tych morgachcerkownych so sluziteli do cerkwe należaczi z zabudowanem należaczi, kotaryj majut należżaszczi służbu cziniti den, jeden w siedmicu.”. Na początku XVI wieku – według zapisków Aleksandry Tęczyńskiej – siemiatycka wspólnota prawosławna posiadała oprócz cerkwi także kaplicę pod wezwaniem św. Anny. Wobec wątpliwości co do autentyczności aktu erekcyjnego pewnym jest stwierdzenie, że cerkiew istniała w Siemiatyczach jeszcze przed rozmierzeniem miasta na włóki (co miało miejsce w 1542).
Po zawarciu unii brzeskiej (1596) cerkiew w Siemiatyczach pozostawała prawosławną do 1614. Właściciel miasta Lew Sapieha, jako wielki kanclerz Księstwa Litewskiego, propagował unię kościelną wśród swoich poddanych. Prezenta z 1627 brzmi: „...prezentu dana królem według prawa patronatu pod warunkiem, że w Siemiatyczach będzie utrzymana unia.”. Lew Sapieha ufundował w Siemiatyczach nową cerkiew i uposażył ją w dobra wsi Rogawka i Sytki. W dokumencie z wizytacji biskupa unickiego z 1726 można przeczytać: „...pod tytułem Troycy Przenayśw... cerkiew drewniana. Na podgórku Cmętarz ma wkoło oparkaniony z dwoma... Dzwonnica osobno od Cerkwie słusznie opatrzona. Dach na cerkwie gatowy jeszcze się trzyma, kopuł dwie starych z krzyżami iuż opadających... Carskie Drzwi Snicerskiey Roboty pod pozłoto oprawne między kolumny porządne...”. Do cerkwi należały 4 włóki gruntu (jedna we wsi Boratyniec). W skład parafii w owym czasie wchodziło miasto Siemiatycze oraz wsie: Słochy, Klekotowo, Stare Słochy (Ogrodniki), Wołka, Ogrodniki Turniewskie, Turna (razem z kolonią), Boratyniec Ruski, Moszczona Młynarze, Baciki Bliższe, Baciki Zadnie, Srzednie, Czartajewo, Weremeyki, Hrycki, Czeczele, Klukowo, Rogawka – ogółem 425 domów, zamieszkałych przez 2511 osób. Z zapisków wizytacji z 1789 wiadomo, że cerkiew była już „...pod wezwaniem Śww. Apostołów Piotra i Pawła y S. Paraskiewy. Sama cerkiew... sytuowana stara Drewniana, okien wszystkich w cerkwi 8... Przy tey Cerkwi przystawione jest kruchta z Drzewa...”. Do parafii siemiatyckiej należała XVIII-wieczna kaplica Przemienienia Pańskiego (rozbudowana w II połowie XIX w.), znajdująca się na wzgórzu pomiędzy Grabarką a Moszczoną Pańską, aż do czasu utworzenia tam w 1947 monasteru żeńskiego Świętych Marty i Marii i erygowania przyklasztornej parafii.
W okresie unickim parafia siemiatycka stopniowo ubożała, mimo dynamicznego rozwoju miasta. Po likwidacji unii na Białostoccyźnie (1839), cerkiew parafialna była w bardzo złym stanie technicznym. Budowę nowej, murowanej cerkwi na planie krzyża rozpoczęto 29 kwietnia 1865, a ukończono rok później (konsekracja – pod wezwaniem Świętych Apostołów Piotra i Pawła – miała miejsce 6 listopada 1866). Cerkiew wzniesiono w bezpośrednim sąsiedztwie starej, drewnianej.
W 1905 parafia prawosławna w Siemiatyczach liczyła 5177 wiernych, prowadziła 2 szkoły cerkiewno-parafialne i 10 szkół gramoty, w których naukę pobierało 324 uczniów. Posiadała w tym czasie 82 dziesięciny gruntów. Cerkiew cały czas wzbogacano w ikony i różne utensylia, a w 1908 otrzymała nowy ikonostas wykonany w Grodnie. Wspólnota parafialna wykazywała znaczne tendencje rozwojowe i w 1914 liczyła już 6625 osób, zamieszkałych – oprócz Siemiatycz – w 22 okolicznych wsiach.
W sierpniu 1915, w wyniku działań wojennych większa część parafian udała się w głąb Rosji, a opuszczona cerkiew została zamieniona na budynek gospodarczy. Po odzyskaniu przez Polskę niepodległości i powrocie ludności z bieżeństwa, parafia wznowiła działalność otrzymując status etatowej. Duchowni z Siemiatycz obsługiwali również niektóre sąsiednie parafie, a samo miasto stało się siedzibą prawosławnego dekanatu, wchodzącego w skład diecezji grodzieńsko-nowogródzkiej Polskiego Autokefalicznego Kościoła Prawosławnego.
Okres II wojny światowej – walki frontowe, okupacja radziecka, później niemiecka – przyniósł dezorganizację życia parafialnego, ofiary w ludziach i wielkie straty materialne. W 1952 Siemiatycze zostały siedzibą powiatu, co spowodowało wzrost ilości mieszkańców, w związku z czym również parafia prawosławna powiększyła się liczebnie. W 1966 uroczyście obchodzono 100-lecie istnienia cerkwi parafialnej. 1 maja 1973 świątynia doznała poważnych zniszczeń wskutek pożaru, jednak w ciągu kilku kolejnych lat odrestaurowano wnętrze cerkwi oraz ikony, przybyło też wiele nowych untensyliów. W latach 1982–1990 wzniesiono nowy dom parafialny z baptysterium św. Męczennika Gabriela, poświęcony 12 lipca 1990. W tym samym roku rozpoczęto generalny remont cerkwi, m.in. położono nowe tynki, wymieniono podłogę, wykonano nową stolarkę, zainstalowano nowy system ogrzewczy i nagłaśniający, odrestaurowano ikony i pozłocono ich ramy, wykonano polichromię, zbudowano murowane ogrodzenie wokół świątyni.
W 1991 parafia kupiła działkę przy ulicy Władysława Sikorskiego w celu wzniesienia nowej cerkwi. W 1992 zbudowano tam prowizoryczną drewnianą cerkiew pod wezwaniem św. Proroka Eliasza. Materiał budowlany pochodził ze starego domu parafialnego. Była to już druga filia parafii w Siemiatyczach; pierwsza działała w Rogawce, użytkując XIX-wieczną cerkiew pod wezwaniem Cudownego Zbawiciela. Kolejna, trzecia filia parafii powstała w Boratyńcu Ruskim, kiedy wierni z tej miejscowości i pobliskich Siemiatycz-Stacji ofiarowali ziemię pod budowę świątyni. Cerkiew pod wezwaniem św. Anny – według projektu architekta Michała Bałasza – zaczęto wznosić w 1994.
Przełomowym wydarzeniem w życiu wspólnoty był dekret metropolity Bazylego z 16 sierpnia 1996, zgodnie z którym z parafii Świętych Apostołów Piotra i Pawła w Siemiatyczach wydzielono 3 nowe parafie – Zmartwychwstania Pańskiego w Siemiatyczach, św. Anny w Boratyńcu Ruskim i Cudownego Zbawiciela w Rogawce.
18 sierpnia 2001 parafię odwiedził w drodze na Grabarkę patriarcha Aleksandrii i całej Afryki Piotr VII.
W 2003 zmodernizowano dach cerkwi, a także wymieniono wszystkie 7 kopuł.

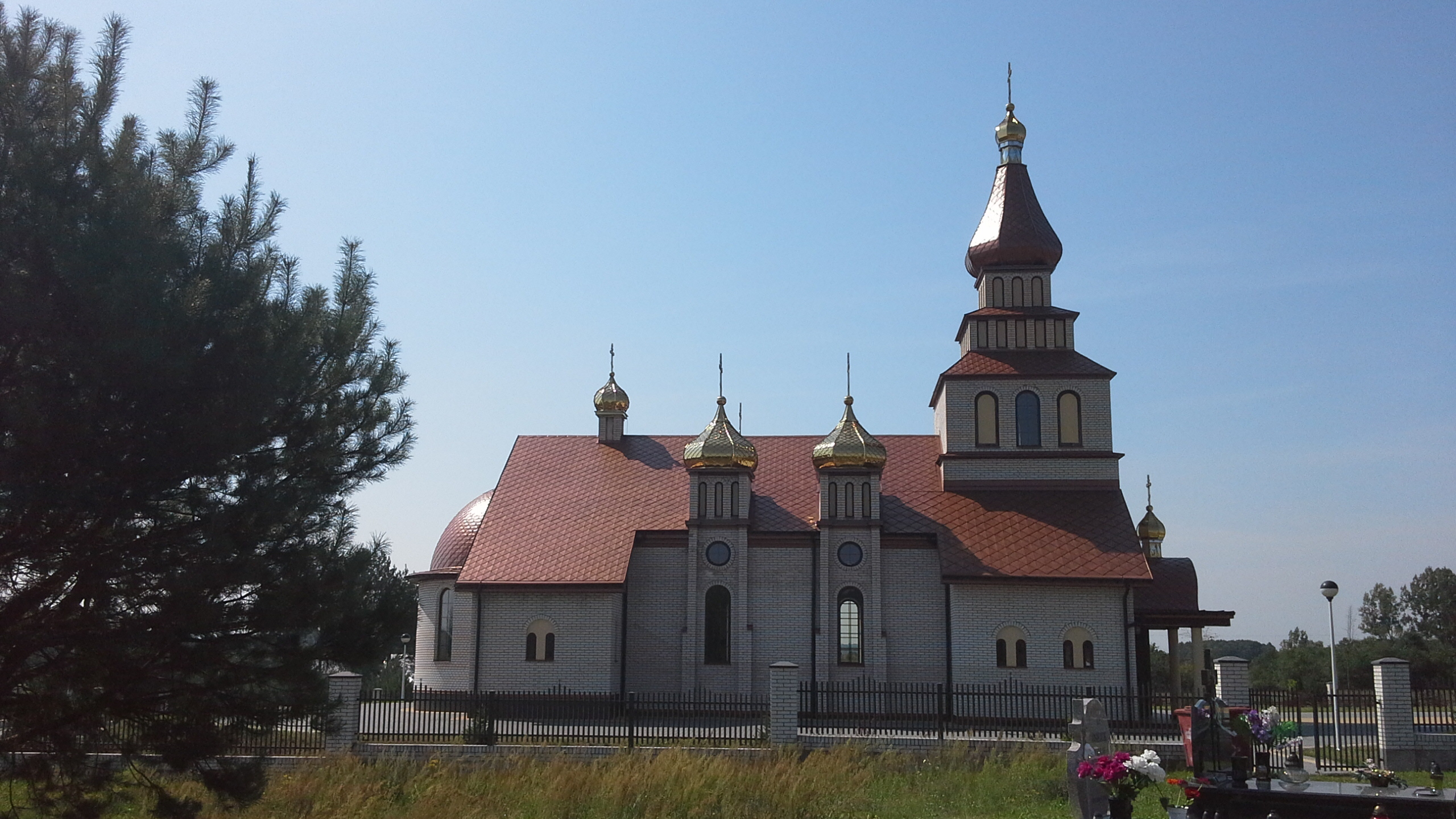
Cerkiew filialna św. Marii Magdaleny i Świętych Męczenników Ziemi Chełmskiej i Podlaskiej w Słochach Annopolskich

15 maja 2004 w Słochach Annopolskich rozpoczęto budowę cerkwi filialnej pod wezwaniem św. Marii Magdaleny i Świętych Męczenników Ziemi Chełmskiej i Podlaskiej, jako pomnika upamiętniającego martyrologię mieszkańców wsi w czasie II wojny światowej.
Od 2004 obie siemiatyckie parafie prawosławne są gospodarzami corocznego Przeglądu Pieśni Religijnej i Paraliturgicznej.
Ważnym wydarzeniem w życiu parafii był wybór przez Sobór Biskupów PAKP w dniu 28 listopada 2006 o. archimandryty dra Jerzego (Pańkowskiego), namiestnika stauropigialnego monasteru św. Onufrego w Jabłecznej na biskupa siemiatyckiego. Chirotonia odbyła się w soborze metropolitalnym św. Marii Magdaleny w Warszawie. Liturgię prymicyjną biskup Jerzy celebrował w Siemiatyczach w dniu 15 lutego 2007 (w uroczystość Spotkania Pańskiego); następnie złożył oficjalne wizyty w Urzędzie Miasta i Starostwie Powiatowym. Tym samym cerkiew Świętych Apostołów Piotra i Pawła została nieoficjalnie podniesiona do rangi katedry tytularnej biskupa siemiatyckiego.
W latach 2006–2008 całkowicie wyremontowano ogrodzenie wokół cerkwi.
17 sierpnia 2010 parafię wizytował patriarcha Konstantynopola Bartłomiej I.
20 sierpnia 2014 miało miejsce wyświęcenie cerkwi św. Marii Magdaleny w Słochach Annopolskich. Uroczystości przewodniczył metropolita warszawski i całej Polski Sawa, w asyście arcybiskupa lubelskiego i chełmskiego Abla, biskupa siemiatyckiego Jerzego, biskupa supraskiego Grzegorza oraz biskupa Nowego Jorku i New Jersey Michała (z Kościoła Prawosławnego w Ameryce). Obecni byli również mnisi z atoskiego Klasztoru Simonopetra (w dniach 16–23 sierpnia odwiedzający z relikwiami Świętego Krzyża i św. Marii Magdaleny główne ośrodki prawosławia w Polsce), a także dwaj rzymskokatoliccy biskupi z diecezji drohiczyńskiej.
14 maja 2016, podczas uroczystości upamiętniającej 585-lecie parafii, 150-lecie ukończenia budowy obecnej świątyni parafialnej i 20-lecie erygowania z siemiatyckiej parafii Świętych Piotra i Pawła trzech nowych, w pobliżu cerkwi parafialnej ustawiono i poświęcono dwa krzyże: jeden z nich upamiętnia bieżeństwo (1915), natomiast drugi – pierwszą drewnianą cerkiew w Siemiatyczach z 1431 (znajduje się na miejscu jej ołtarza).
8 października 2017 r. w cerkwi parafialnej odbyła się chirotonia biskupia; najprawdopodobniej pierwsza w 586-letniej historii parafii. Wyświęcony został nowy biskup siemiatycki, wikariusz diecezji warszawsko-bielskiej – Warsonofiusz (Doroszkiewicz).

## Liczba wiernych i zasięg terytorialny
Parafia liczy ok. 2400 osób, zamieszkujących Siemiatycze, Słochy Annopolskie, Wólkę Nadbużną, Czartajew, Romanówkę  i Ogrodniki.

## Wykaz proboszczów
- 1983–1985 – ks. Włodzimierz Doroszkiewicz
- 1988–2019 – ks. Andrzej Jakimiuk
- od 2019 – ks. Paweł Sterlingow[6]